# Haukadalur

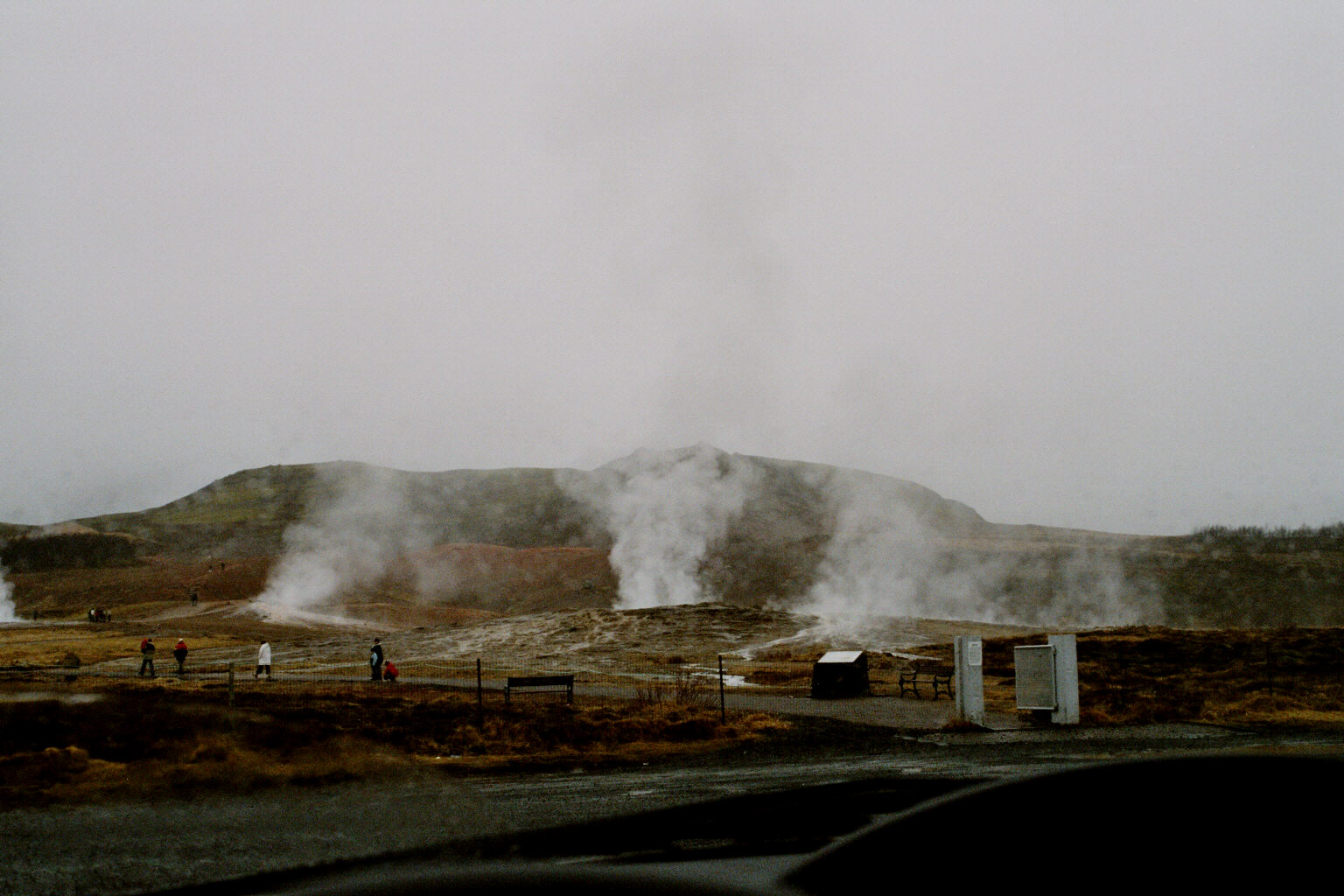
Haukadalur em Sudurland

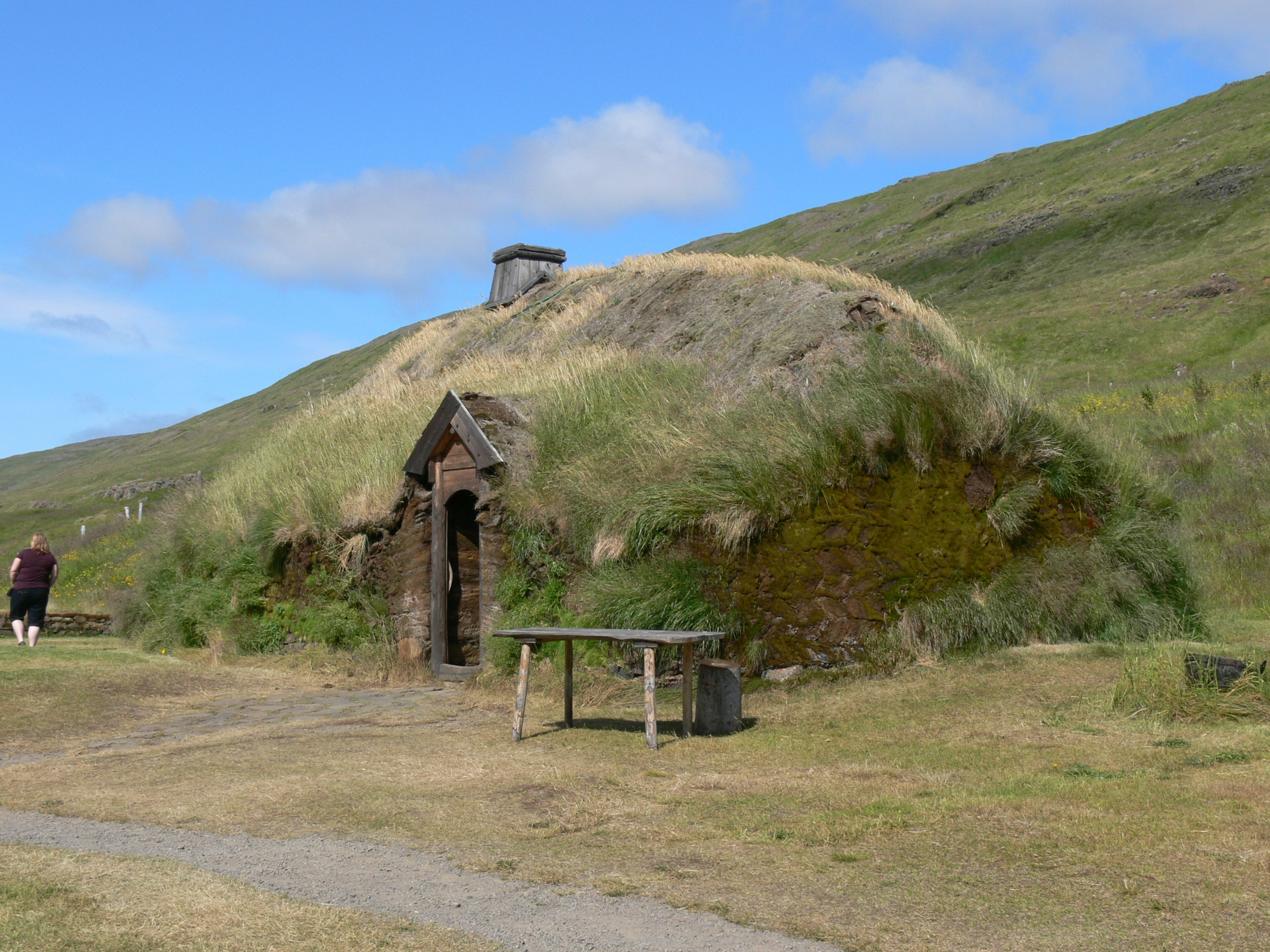
Reconstrução da casa de Érico o Vermelho, em Haukadalur na Vesturland.

Haukadalur é o nome de três vales da Islândia:
- Haukadalur (Sudurland)
- Haukadalur (Snaefellsnes)
- Haukadalur (Vestfirdir)

## Haukadalur (Sudurland)
O vale de Haukadalur, na região de Sudurland, no sudoeste da ilha, é conhecido pela sua atividade geotérmica e pelos seus gêisers de Strokkur e Geysir. 64° 18′ 40″ N, 20° 17′ 02″ O

## Haukadalur (Snaefellsnes)
O vale de Haukadalur, na região de Vesturland, no noroeste da Islândia, está associado a Érico o Vermelho. 65° 02′ 19″ N, 21° 45′ 24″ O

## Haukadalur (Vestfirdir)
O terceiro vale de Haukadalur, na região de Vestfirdir, no noroeste da ilha, fica situado na península de Vestfirdir. 65° 52′ 08″ N, 23° 29′ 48″ O